# Драган Нешов
Драган Т. Нешов или Нешев е български агроном и представител на пиротската емиграция в България.

## Биография
Роден през втората половина на 19 век в Пирот, в тогавашната Османска империя, който Берлинският договор отстъпва на Княжество Сърбия през 1878 г. Събитията принуждават жители на областта да се преселят в новосъздадената българска държава. Сред тях е и Нешов. Завършва агрономия, като придобива докторска степен.
През 1903 г. в Кюстендил излиза негов труд, озаглавен „Отгледване на тютюна“. Назначен е за инспектор в лозарството. През 1903 г. участва в създаването на кюстендилското дружество „Пчела“, ставайки негов подпредседател. В началото на 20 век районът около младата столица търпи редица градоустройствени промени, селищата се свързват по-добре с нови шосета, оформят се курортни зони, а Панчарево става привлекателно място за софийската интелигенция. Подобно на редица генерали своя модерна вила там изгражда и Нешов в съседство на крайградската къща на Елисей Петков, друг пиротски преселник в София.
Dragan Nechoff, agronomе, professeur à L'Ecole d'agriculture е сред подписалите се под Адрес-плебисцит софийски жители от Пирот, с който през 1919 г. призовават САЩ и правителствата на държавите от Антантата да не връщат Пиротско под властта на сръбската държава.